# St. Paul, Texas
St. Paul là một nơi ấn định cho điều tra dân số (CDP) thuộc quận San Patricio, tiểu bang Texas, Hoa Kỳ. Năm 2010, dân số của nơi này là 584 người.

## Dân số
- Dân số năm 2000: 542 người.
- Dân số năm 2010: 584 người.